# Dunnellon
Dunnellon – miasto w Stanach Zjednoczonych, w stanie Floryda, w hrabstwie Marion.